# Réserve naturelle régionale de la Tour du Valat
La réserve naturelle régionale de la Tour du Valat (RNR1) est une réserve naturelle régionale située en Provence-Alpes-Côte d'Azur. Classée en 2008, elle occupe une surface de 1 844 hectares au sein du domaine de la Tour du Valat.

## Localisation

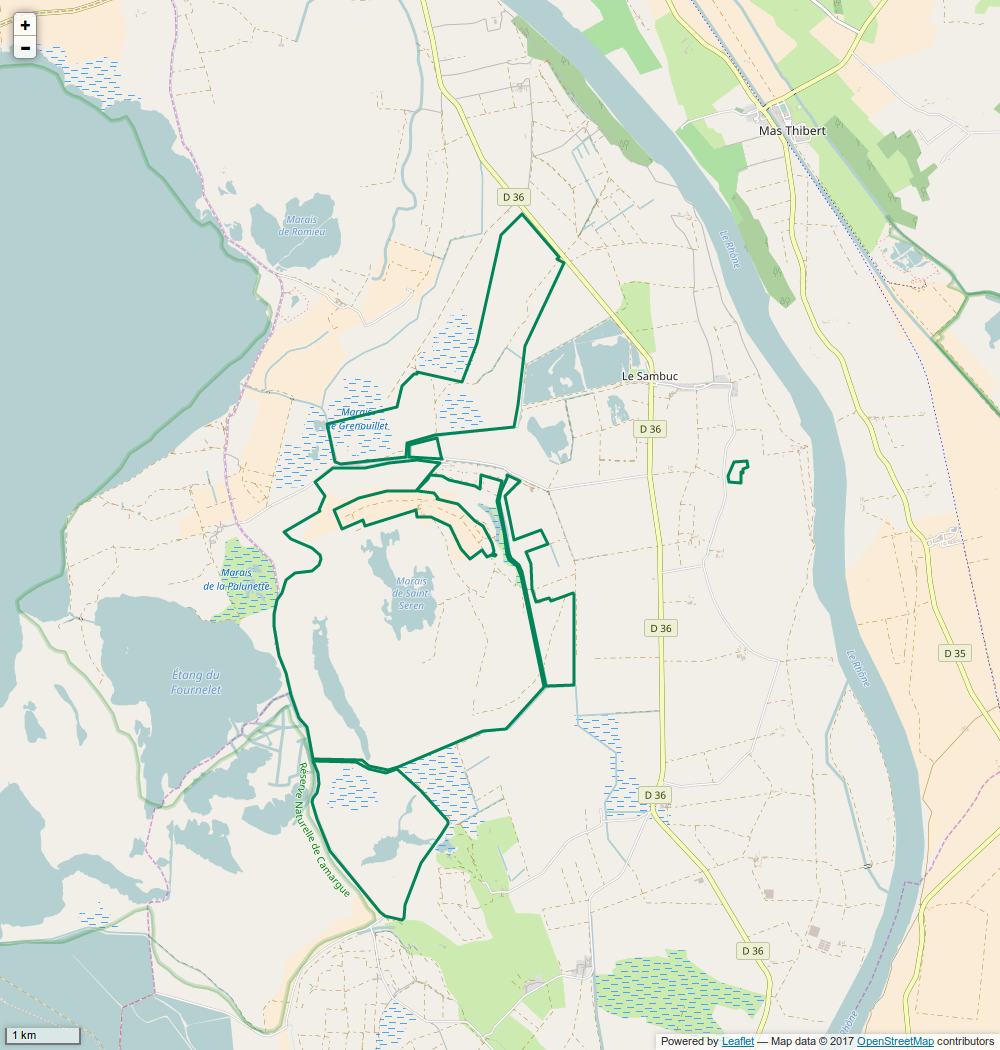
Périmètre de la réserve naturelle.

Le territoire de la réserve naturelle est dans le département des Bouches-du-Rhône, sur la commune d'Arles, près du hameau du Sambuc. Il est à proximité immédiate de la Camargue et de la réserve naturelle nationale des marais du Vigueirat au sein du parc naturel régional de Camargue.

## Histoire du site et de la réserve
Le domaine de la Tour du Valat a été acheté en 1947 par Luc Hoffmann puis transformé en 1954 en une station de recherche biologique gérée par une fondation. Celle-ci est une fondation à but non lucratif, reconnue d’utilité publique depuis 1978. 
Une partie du domaine (1 070 ha) a été classée en réserve naturelle volontaire en 1986. Le classement en RNR est intervenu en 2008.

## Écologie (biodiversité, intérêt écopaysager, etc.)
Le site se trouve en moyenne Camargue dans la partie fluvio-lacustre. L'endiguement du Rhône et les nombreux ouvrages hydrauliques ont stabilisé les milieux mais limitent le fonctionnement des écosystèmes.
On trouve sur le domaine des marais temporaires, semi-permanents et permanents, des sansouïres et prés salés, des pelouses sèches et des boisements.

### Flore
On recense 590 espèces végétales sur le site dont 5 sont protégées au niveau national et 13 au niveau régional.

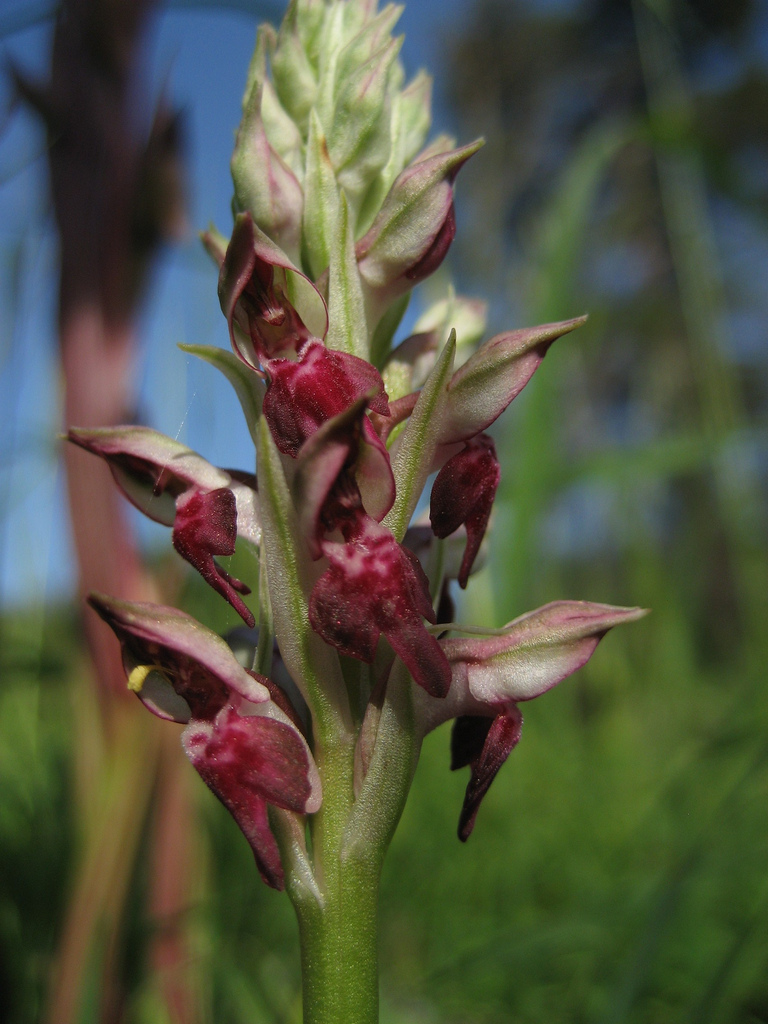
Orchidée de Camargue (Orchıs corıophora)
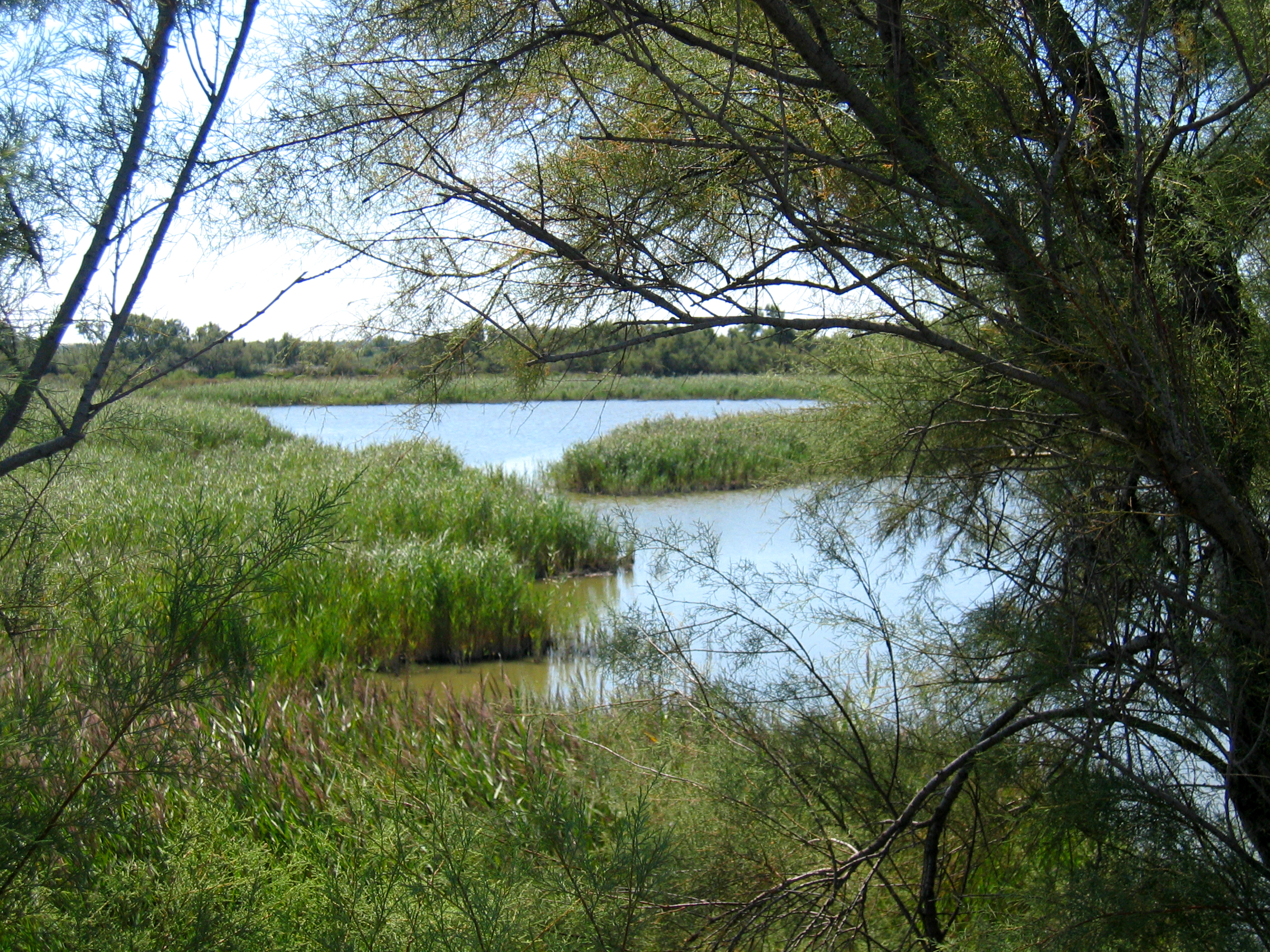
Tamaris en bordure d'un étang salé
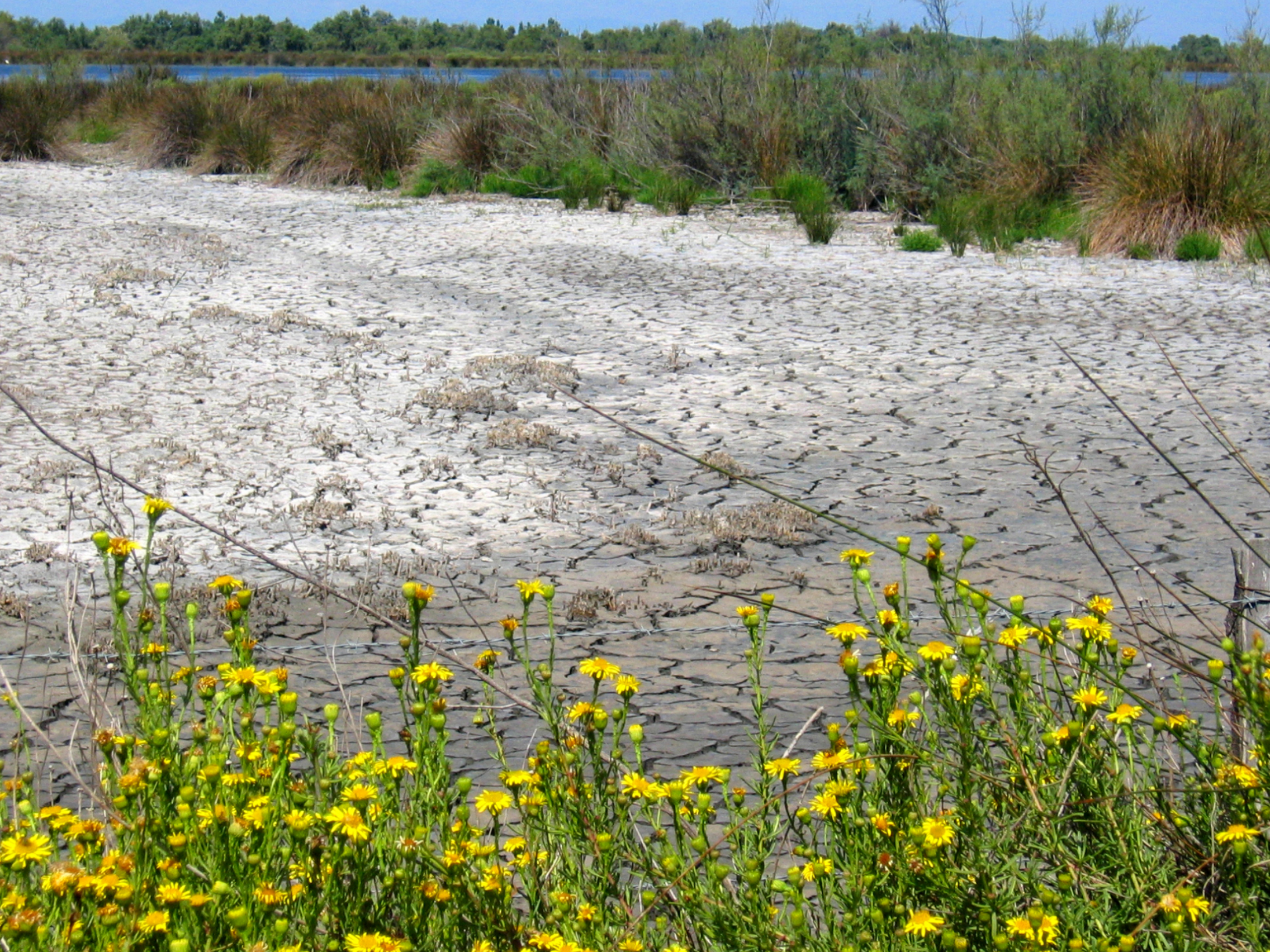
Marguerites jaunes en bordure de sansouïre
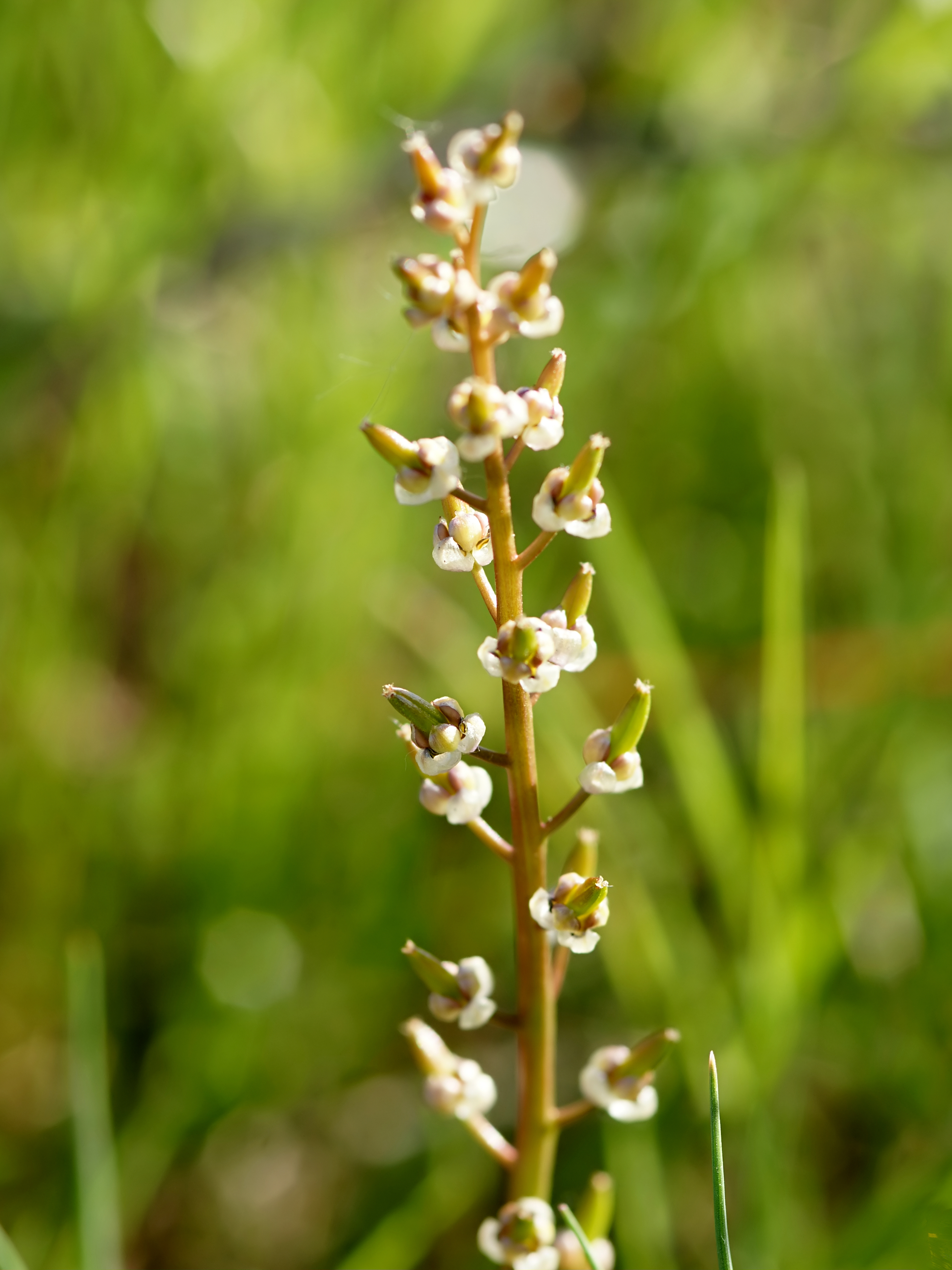
Troscart de Barrelier (Triglochin barrelieri)

### Faune
Les inventaires d'invertébrés indiquent plus de 1600 espèces dont une libellule rare : Lestes macrostigma.
On trouve 30 espèces de poissons dont l'Anguille, huit espèces d'amphibiens dont le Pélobate cultripède et 14 espèces de reptiles dont le Lézard ocellé.
L'avifaune compte plus de 300 espèces dont 70 sont nicheuses. Le site accueille notamment plusieurs espèces d'ardéidés, la Glaréole à collier, la Spatule blanche…

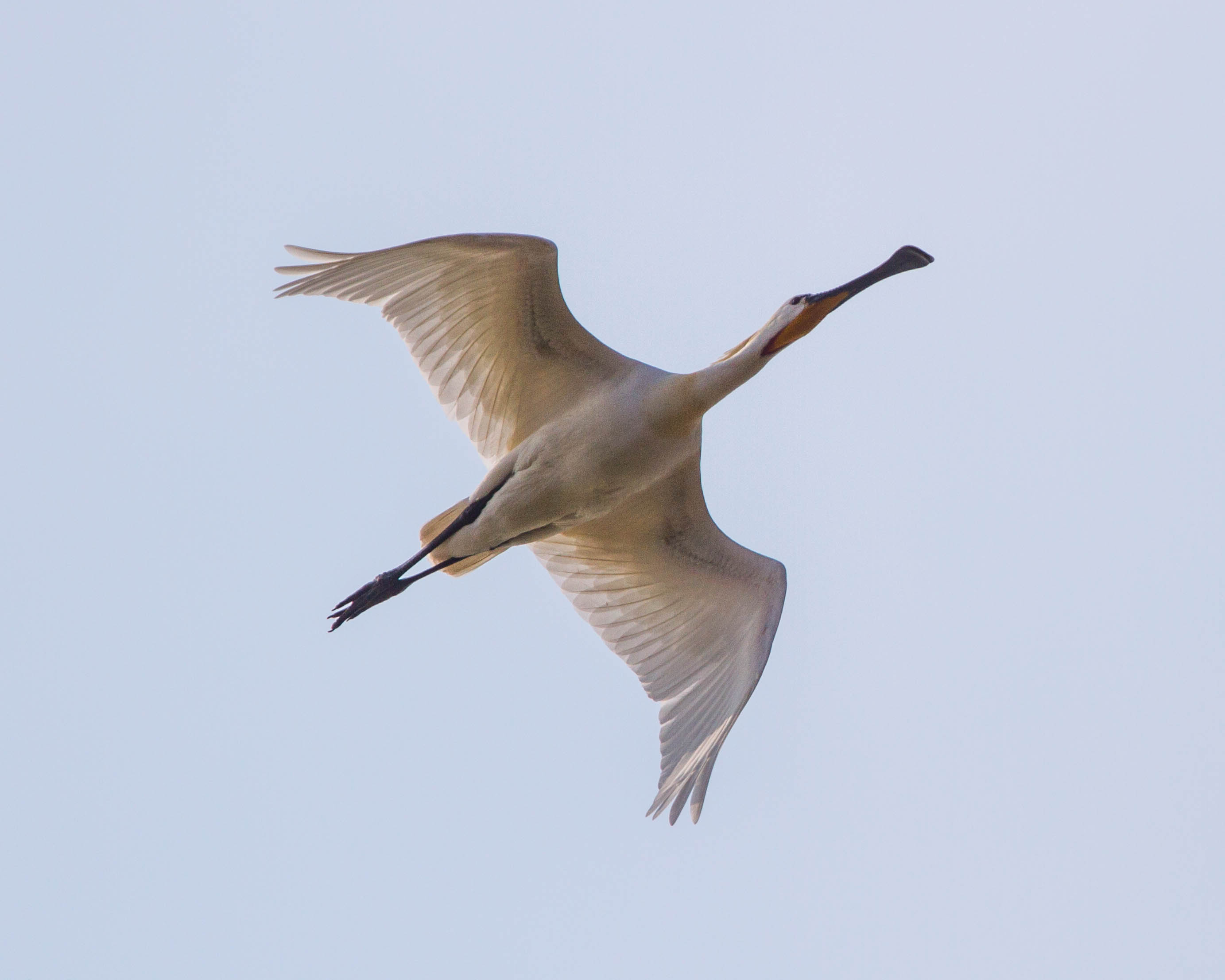
Spatule blanche en vol
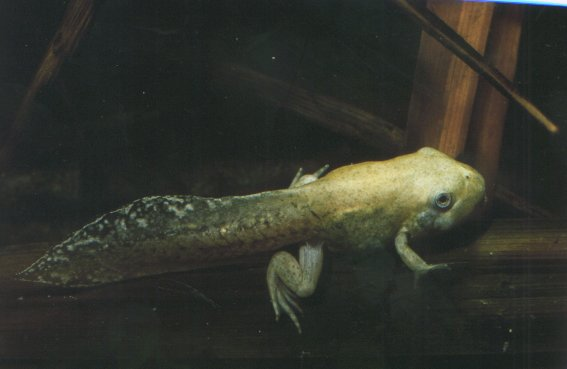
Têtard de pélobate cultripède
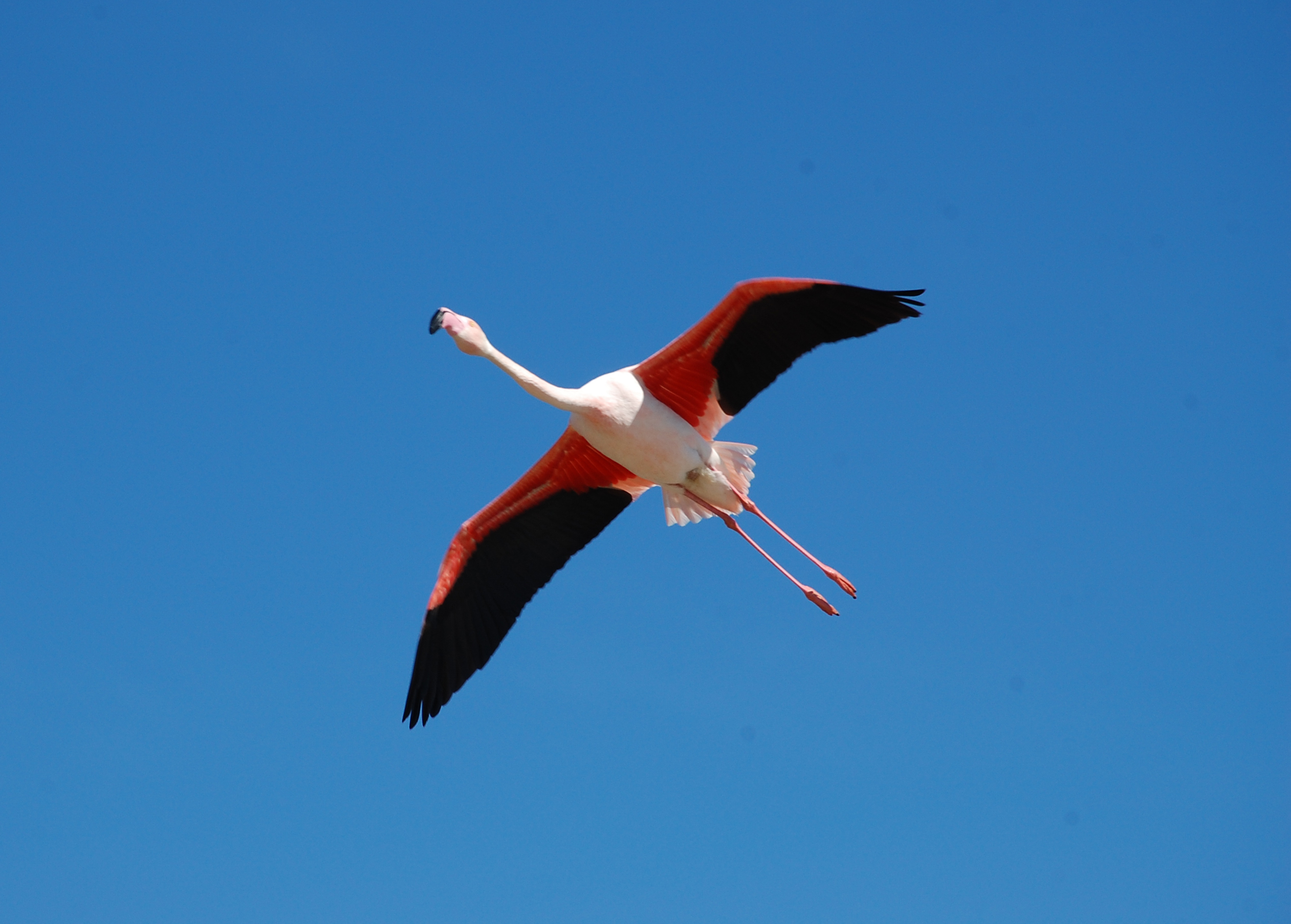
Flamant rose en vol

## Intérêt touristique et pédagogique
Le site du Verdier est en accès libre avec un observatoire et deux plateformes. Le domaine organise annuellement des journées portes-ouvertes et des visites guidées. On trouve sur le site un cheptel d'environ 500 taureaux et 90 chevaux.

## Administration, plan de gestion, règlement
La réserve naturelle est gérée par la Fondation Tour du Valat. Le premier plan de gestion a été fait en 1986. Le cinquième couvre la période 2011-2015.

### Outils et statut juridique
La réserve naturelle a été créée par une délibération du Conseil régional du 4 juillet 2008.
Le domaine fait également partie d'autres zonages :
- Espace boisé classé sur 60 ha ;
- ZNIEFF de type I sur 5.5 ha ;
- ZNIEFF de type II, ZICO, ZPS, ZSC, site Ramsar sur une grande partie de la Camargue.